# Juan Carlos Bravo Salazar
Juan Carlos Bravo Salazar (ur. 2 listopada 1967 w El Pilar) – wenezuelski duchowny rzymskokatolicki, w latach 2015–2021 biskup Acarigua–Araure, biskup Petare od 2022.

## Życiorys
Święcenia kapłańskie przyjął 28 listopada 1992 i został inkardynowany do diecezji Ciudad Guayana. Pracował głównie jako duszpasterz parafialny, był także m.in. administratorem diecezji oraz wikariuszem biskupim ds. duszpasterskich.
10 sierpnia 2015 został mianowany biskupem Acarigua–Araure. Sakry biskupiej udzielił mu 24 października 2015 abp Ubaldo Santana.
16 listopada 2021 został przeniesiony na nowo powstałą stolicę biskupią w Petare, zaś jej kanoniczne objęcie nastąpiło 10 stycznia 2022.